# Anton Zumbühl
Anton Zumbühl (* 25. Dezember 1863 in Wolfenschiessen; † 22. Oktober 1947 auf der Alp Hausmatt in Dallenwil) war ein Schweizer Politiker. Von 1925 bis 1937 gehörte er dem Ständerat an.

## Leben
Der Sohn des Kirchmeiers (Josef) Anton (Toni genannt) Zumbühl und der Josefa Christen wurde in Wolfenschiessen geboren. Er besuchte die Grundschule in seinem Heimatort Wolfenschiessen und erhielt weitergehende Schulbildung in der Pfarrhelferei. Nach Abschluss der Schule wurde Zumbühl erst Landwirt in Wolfenschiessen und danach in Stans (Liegenschaft Obere Steinersmatt, heute Ober Spichermatt).
Zumbühls politische Karriere startete 1895 mit der Wahl zum Kirchmeier. Im gleichen Jahr wurde er Ratsherr im Landrat des Kantons Nidwalden, in dem er bis 1901 blieb. Er war zwischen 1904 und 1907 Regierungsrat. In den Jahren zwischen 1913 und 1919 war er Oberrichter.
Auch auf Bundesebene bekleidete er ein politisches Amt, das Amt eines Ständerats. Zwischen dem 2. Juni 1925 und dem 1. April 1937 war er der Standesvertreter des Kantons Nidwalden.
Zumbühl heiratete 1898 (Marie) Franziska Christen. Dieser Ehe entstammten neun Söhne und vier Töchter.